# Nijhuizum
Nijhuizum est un village de la commune néerlandaise de Súdwest Fryslân, dans la province de Frise. Son nom en frison est Nijhuzum.

## Géographie
Le village est situé dans l'ouest de la Frise, à 12 km au sud-ouest de la ville de Sneek.

## Histoire
Nijhuizum fait partie de la commune de Wymbritseradiel jusqu'au 1er janvier 1984, puis de celle de Nijefurd jusqu'au 1er janvier 2011, où celle-ci est supprimée et fusionnée avec Bolsward, Sneek, Wûnseradiel et Wymbritseradiel pour former la nouvelle commune de Súdwest-Fryslân.

## Démographie
Le 1er janvier 2017, le village comptait 55 habitants.